# The Victims' Game
The Victims' Game (originaltitel: Shei shi bei hai zhe) är en taiwanesisk dramathrillerserie som hade premiär på Netflix den 30 april 2020. Andra säsongen har premiär på samma kanal den 21 juni 2024.

## Handling
Serien kretsar kring en kriminaltekniker med autism som när upptäcker att hans dotter har en koppling till en rad mystiska mord riskerar han allt för att lösa fallet.

## Rollista (i urval)
- Joseph Chang - Fang Yi-Jen
- Hsu Wei-ning - Hsu Hai-Yin
- Shih-hsien Wang - Chao Cheng-Kuan
- Ruby Lin - Li Ya-Jun
- River Huang - Yu Cheng-Hao
- Zhang-xing Chang - Liao